# 岩本康志
岩本 康志（いわもと やすし、1961年9月20日 - ）は、日本の経済学者。東京大学大学院経済学研究科教授。専門は公共経済学。経済学博士（大阪大学・論文博士・1991年）。高知県出身。

## 略歴
- 1984年3月 京都大学経済学部卒業
- 1986年3月 大阪大学大学院経済学研究科博士前期課程修了
- 1987年3月 大阪大学大学院経済学研究科博士後期課程退学
- 1991年2月 経済学博士（大阪大学）学位論文「貯蓄・投資行動と経済政策」[2]。
- 1987年4月−1990年1月 大阪大学社会経済研究所助手
- 1990年2月−1991年6月 大阪大学経済学部講師
- 1991年7月−2002年3月 京都大学経済研究所助教授
- 2002年4月−2005年3月 一橋大学大学院経済学研究科教授
- 2005年4月 - 東京大学大学院経済学研究科教授・東京大学公共政策大学院教授

## 著書

### 共著
- （齊藤誠・前多康男・渡辺努）『金融機能と規制の経済学』（東洋経済新報社、2001年）
- （大竹文雄・齊藤誠・二神孝一）『経済政策とマクロ経済学―改革への新しい提言―』（日本経済新聞社、1999年）

### 編著
- 『社会福祉と家族の経済学』（東洋経済新報社、2001年）

### 監訳
- ダロン・アセモグル、デヴィッド・レイブソン、｜ジョン・リスト『アセモグル／レイブソン／リスト　ミクロ経済学』岩本康志（監訳）、岩本千晴（訳）、東洋経済新報社、2020年。

## 受賞歴
- 日本経済学会・石川賞（第3回 2008年）
- 日経・経済図書文化賞（第60回 2017年）[3]『健康政策の経済分析』（東京大学出版会）に対して。